# Centre hospitalier intercommunal de Poissy-Saint-Germain-en-Laye

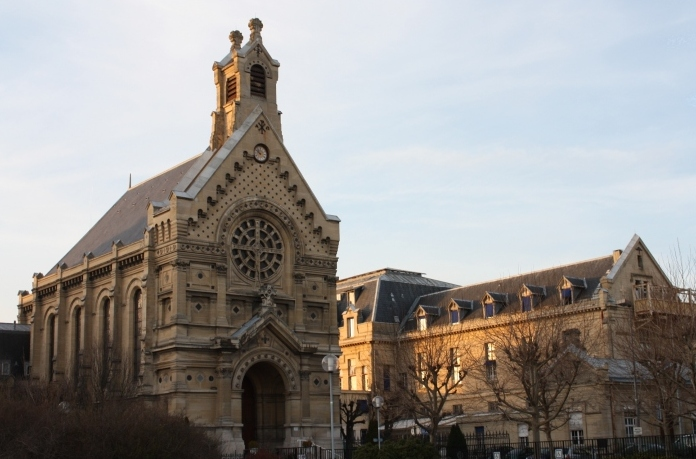
Centre hospitalier intercommunal de Poissy-Saint-Germain-en-Laye

Das Centre hospitalier intercommunal de Poissy-Saint-Germain-en-Laye ist ein Krankenhaus in Poissy und Saint-Germain-en-Laye (Frankreich), das 1997 gegründet wurde. Es gehört heute zum öffentlichen Krankenhausverbund Assistance publique - Hôpitaux de Paris (AP-HP). Die Adresse lautet 20 rue Armagis.
Es ist ein Lehrkrankenhaus der Universität Versailles.  